# 中林仁一郎
中林 仁一郎（なかばやし にいちろう、1891年〈明治24年〉4月13日 - 1960年〈昭和35年〉3月24日）は、日本の実業家。
近鉄百貨店やパルコの前身となった百貨店「丸物」の創業者である。

## 生涯

### 京都物産館創業

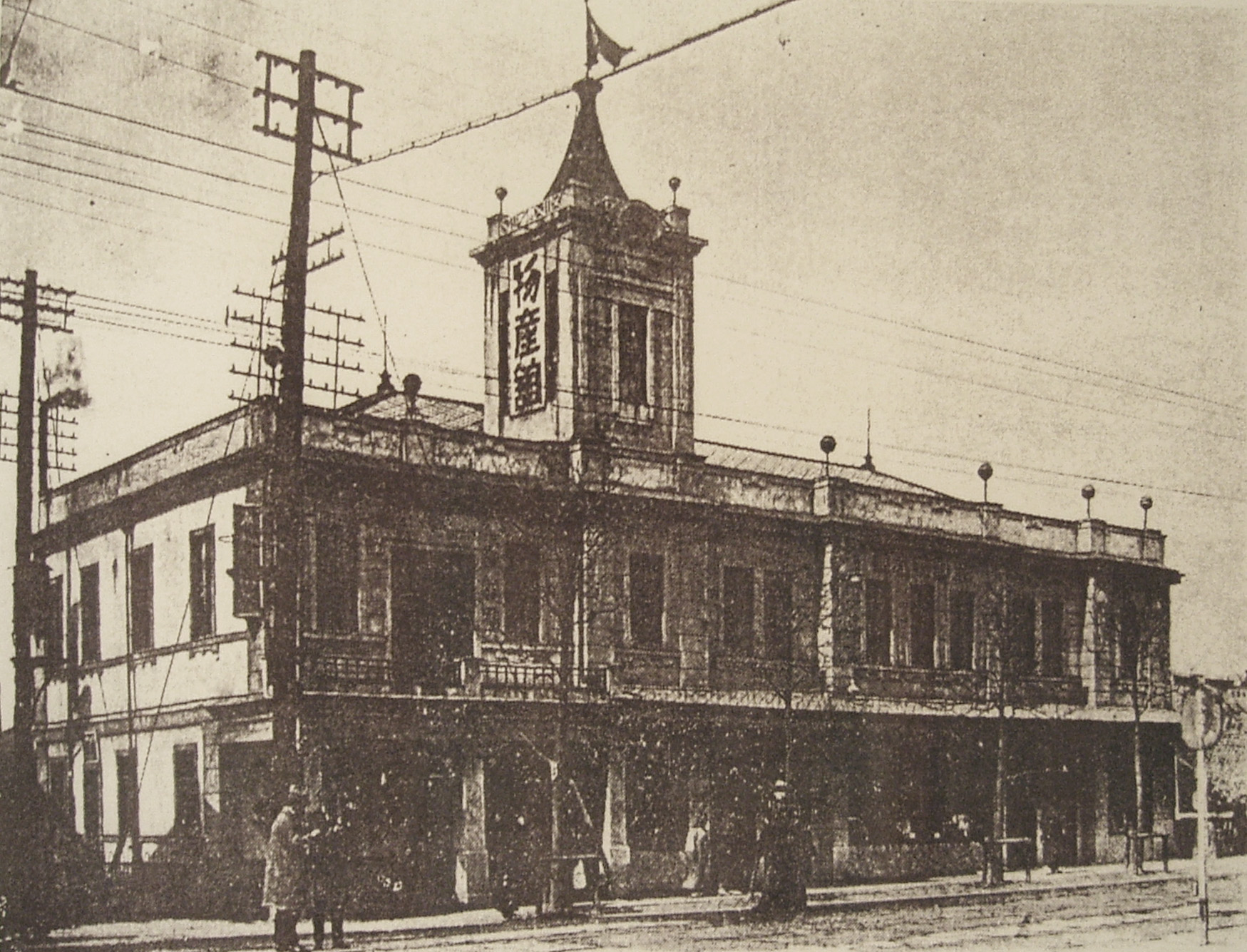
創業時の京都物産館

1891年（明治24年）4月13日、京都府京都市で「中林呉服店」を営む中林捨治郎の長男として生まれる。中林家は藤原氏の流れを汲む名家であり、現在の京都駅の土地の大半を所有していたとも伝えられる。
中林呉服店の一員として京都駅前にあった「京都名品館」に出品したところ売り上げが好調だったので、弟・谷 政二郎と協力して1920年（大正9年）1月1日には東本願寺の土地を借りた土産物店「京都物産館」として単独で京都駅前に進出し、法人も合名会社化した。1926年（大正15年）10月1日には京都物産館新館として6階建の建物を完成させ、百貨店へ発展する。1929年（昭和4年）には「京都物産館」を日本百貨店協会の前身に加盟させ、西陣分店を開店した。
既に京都発祥の百貨店として京阪神の3大都市に進出していた「大丸」や東京でも営業していた「髙島屋」などがあったところ、丸物は新興百貨店とされており、拡大が急務であった。そんな中、改装工事が終わらない中でも社長命令で仕入れなどを開始し、西陣分店の開店当日に間に合わせるなど、リーダーシップを発揮していた。

### 東海地方進出
1930年（昭和5年）6月には岐阜市長だった松尾国松の誘致を受けて、岐阜市柳ヶ瀬に岐阜支店を開設して、東海地方に進出した。京都物産館は○の中に物産館の「物」を入れたマークを「まるぶつ」と呼んで親しまれたので、1931年（昭和6年）には商号も丸物（まるぶつ）に変更している。
この年には豊橋市広小路にあった「豊橋物産館」を引き継いで丸物豊橋支店を開業し、東海地方での店舗展開を積極的に行うこととなった。その一環として名古屋進出を検討するが、三越の名古屋進出に失敗するなど排他的な土地であった。しかし、仁一郎は京都の丸物本店の土地が東本願寺からの借地ということで大谷氏と親しく、この進出計画について大谷家の大谷瑩昭氏の賛同を得た。また、名古屋五摂家・松坂屋当主を退くも名古屋の経済界に影響力を持つ伊藤次郎左衛門氏にも協力を要請。そして、大谷、中林、伊藤の三者の意見を一致して、丸物の中京進出を確定させた。1939年（昭和14年）5月20日に百貨店を栄に開くが、「三星（みつぼし）」を名乗り、「丸物」の名称は使用していない。しかも、4年後には戦時中の統合令で名古屋の老舗呉服店をルーツとする「十一屋」と対等合併したが、新たに誕生した丸栄の初代社長には中林自身が就くなど一定の影響力を維持した。

### 私生活・財界活動など
村野藤吾の設計で1935年（昭和10年）に開業したそごう大阪店に感動し、1941年には京都市東山区今熊野に村野の設計で自宅・比燕荘（ひえんそう）を建てた。
1947年（昭和22年）からは2年間京都商工会議所副会頭を務めるなど財界活動も行った。

### 全国展開
第二次世界大戦中は各種規制のため店舗拡大が行えなかったが、戦後の復興期には再び拡大路線に走った。
1949年（昭和24年）7月 には株式会社丸物を大阪証券取引所1部に上場する。そして、東海地方に続き、1954年（昭和29年） には戦災で焼失していた「九州百貨店」を買収した「八幡丸物」を開業して九州へ進出した。同年10月には東京進出を目指して、池袋駅の池袋ステーションビル（パルコの前身）に資本参加し、事業目的をステーションビル運営から百貨店業に変更する。また、1955年（昭和30年）には東京都新宿区新宿三丁目で業績不振に陥っていた、寄合百貨店の「新宿百貨店」を買収して「新宿丸物」をオープンし、1953年（昭和28年）に清水雅社長が東京大井店を開業した阪急百貨店や1954年（昭和29年）に東京店を開業した大丸に続く関西系百貨店の東京進出となった。

### 晩年

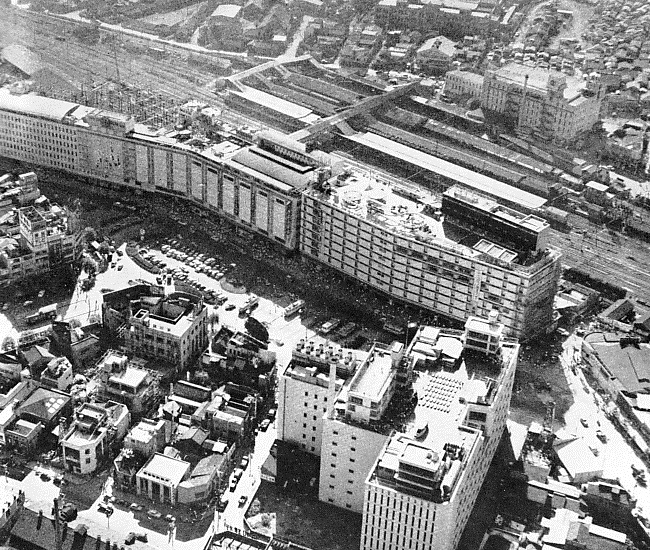
1960年ごろの東京丸物（池袋駅、右側のビル。左隣は西武百貨店池袋店（当時））

1957年（昭和32年）12月には東京丸物が開業し、本格的な東京進出と全国展開が実現した。これをアピールすべく、「10都市を結ぶ躍進まるぶつ」として雑誌の裏表紙に広告を出している。
当時、一橋大学を卒業したばかりの東京丸物の新入社員で、労働組合活動を行っており、のちにコンビニエンスストア・サンチェーン設立にかかわった鈴木貞夫によると、東京丸物で労使関係が緊張した時、珍しく団体交渉に出席した仁一郎が財布を取り出し、「鈴木さん、ここにわしの金が30万あるわ。これで何とかまとめてくれや」と言い、全従業員に仁一郎のポケットマネーを分配することで急転直下妥結したこともあった。とても強烈な個性の人物であったという。
しかし、長男・仁良がシベリア抑留から復員して丸物の役員に就いた1950年（昭和25年）時点でも病気のためしばらく会社を休むなど、体力が衰えていた。東京丸物開業から2年ほどすると心臓衰弱症で京都府立医科大学附属病院へ入院し、1960年（昭和35年）3月24日の午前9時53分に生涯を終えた。68歳没。「丸物」は一代で東京から九州に至るまでの百貨店網を築き上げた、強力なリーダーを失った。
翌日正午から自宅で密葬、29日午後1時から午後3時まで左京区・岡崎の黒谷（金戒光明寺）で丸物の社葬として本葬が行われ、護国寺で東京丸物の社葬もあった。
墓所は金戒光明寺で、丸物の創業記念日である10月1日になると、丸物や京都近鉄百貨店の幹部らが墓参していた。

## 死後
仁一郎の死後、長男の仁良が社長に就く。しかし、「丸物」は経営が悪化し、1966年（昭和41年）4月には近畿日本鉄道の傘下に入る。そして、存命中に出店した百貨店は多くが閉鎖・売却されることになった。
東京丸物は法人ごとセゾングループへ売却されてパルコとなった。増田通二による様々な企画で一世を風靡したのち、「丸物」のライバル「大丸」や先述の「松坂屋」などを運営する「J.フロント リテイリング」の傘下に入った。

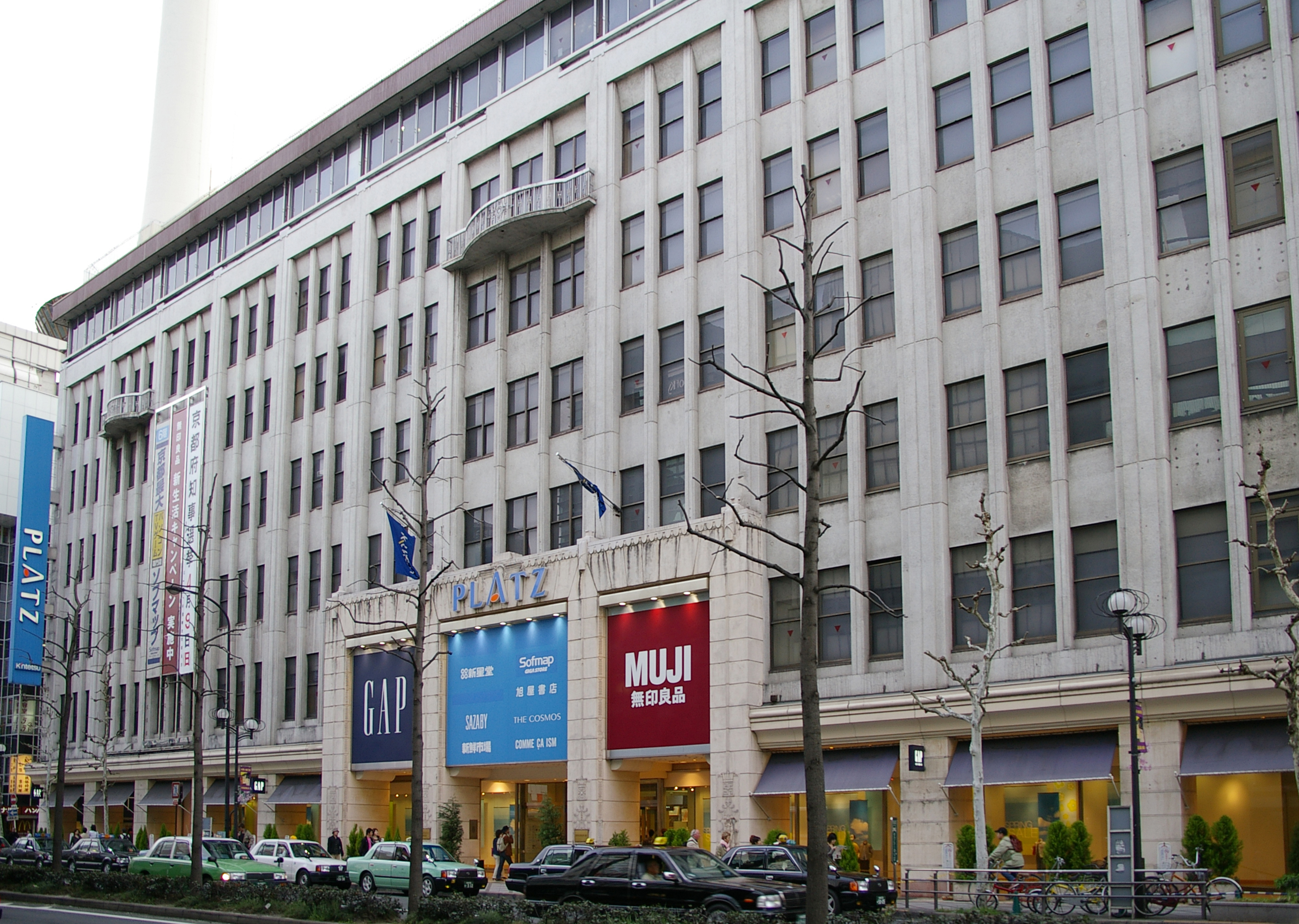
閉店前年の近鉄百貨店京都店（元・丸物本店）

一方、「丸物」本体は近鉄傘下に入って以降も、仁良が引き続き社長を続けた。しかし、1977年5月には「京都近鉄百貨店」（京都・岐阜）に商号変更し、仁良が会長に退いた。しばらく売上は好調だったが、1999年（平成11年）、市街地空洞化などの影響で売上が半減した岐阜店を閉店。京都店ではJR京都伊勢丹への対抗策を講じるも、業績が悪化して2007年（平成15年）2月28日に閉店。これで仁一郎の出店した近鉄百貨店・丸物の店舗は消滅した。同店は京都ヨドバシ建設のため解体されたが、閉店と同じ2007年の7月15日に仁良も亡くなり、彼が住んだ「比燕荘」も2010年（平成22年）2月に取り壊され、隣接する京都女子大学に売却された。
興和の子会社となった「丸栄」も2018年に百貨店を閉店し、不動産事業と外商営業のみ行っている。そのため、仁一郎が出店した百貨店は全て姿を消した。
しかし、阿倍野本店などがあって売上・規模の大きい旧・(株)近鉄百貨店（非上場）と債務超過に陥った（株）京都近鉄百貨店が2001年（平成13年）に逆さ合併したため、旧・京都近鉄百貨店が「近鉄百貨店」に商号変更・本社移転して上場継続しており、丸物の法人格が存続している。
また、谷政二郎が出資した「津松菱」は、政二郎の子孫が現在も百貨店として経営している。

## 家族

### 中林家
- 長男・仁良
  - 1919年（大正8年）生まれ。1942年10月慶應義塾大学経済学部卒、陸軍経理学校出身。丸物入社後、1950年取締役、1955年副社長。仁一郎の死後、翌月から「丸物」の社名が消えるまで社長を務めた。以降、京都近鉄百貨店の会長や相談役、近鉄百貨店（旧法人）の取締役となる。2001年2月28日に近鉄百貨店の旧法人との合併により、株式会社近鉄百貨店（新）の取締役相談役となったが、同年4月25日の取締役会で取締役を降り、代表権のない相談役となる。その後も近鉄百貨店の大株主だったが、近鉄百貨店京都店の閉店から約5か月たった2007年7月15日に亡くなった[13]。
- 次男・雅夫
  - 1923年生まれ。丸栄の社長や会長などを務めた。妻・三輪智子は興和会長だった三輪常次郎の次女。
- 三男・孝直
  - 1929年生まれ。1956年に丸物入社後、1960年には父の死を受けて東京丸物社長を引き継ぐ。1968年に丸物取締役。

### 谷家
- 弟・谷 政二郎
  - 養子縁組で谷家を継いだ。兄とともに京都物産館を設立したのち、四条河原町[注 10]に松菱呉服店を開こうとしたが断念。代わりに浜松の将来性に着目して同市で百貨店「松菱」を創業した[2]。また、甲府市に甲府松菱をオープンした。「松菱」は「遠鉄百貨店」などとの競争に負けて倒産し、甲府松菱も山交百貨店を経て閉店したが、大門百貨店を引き継ぐ形で出資した「津松菱」は存続している。
- 谷 政憲（政二郎の孫）
  - 1987年（昭和62年）同志社大学経済学部卒業、翌年に津松菱入社。外商や管理部門を経験後、2003年には経営不振の責任をとって取締役を辞任し部長に降りた。しかし、黒字化したこともあり、2019年9月1日、創業家として久々に同社の社長に就任した[14]。